# Chanel Iman

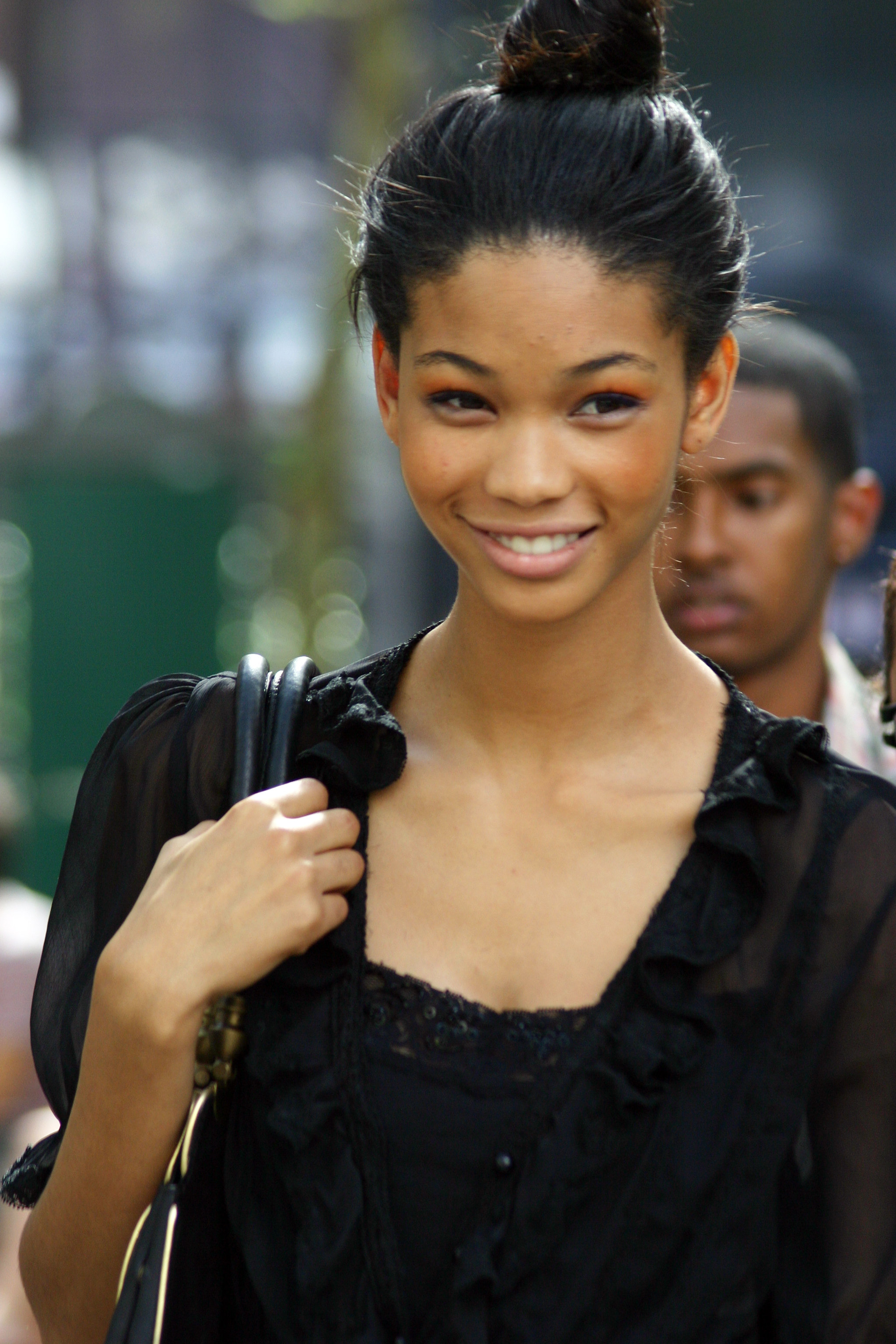
Chanel Iman (2007)

Chanel Iman (* 1. Dezember 1990 in Atlanta, Georgia als Chanel Iman Robinson) ist ein US-amerikanisches Model.

## Leben
Geboren wurde Iman als Tochter von China Robinson und Basketballcoach George „Tic“ Price. Ihre Mutter ist afroamerikanisch-koreanischer und ihr Vater afroamerikanischer Abstammung. Sie wuchs in Culver City, Kalifornien, auf und besuchte die Fairfax High School in Los Angeles. Im Februar 2024 heiratete sie den American-Football-Spieler Davon Godchaux. Beide bekamen im September 2023 ihr erstes Kind.

## Modelkarriere
Iman gewann den dritten Platz in dem Ford Models’ Supermodel of the World 2006 und wurde auch von der Modelagentur unter Vertrag genommen. Iman begann ihre Laufstegkarriere mit der Herbst/Winter-Modewoche im Jahr 2006 für Modehäuser wie Custo Barcelona und DKNY. Seitdem modelte sie bereits auch für Dolce & Gabbana, Issey Miyake, Marc Jacobs, Valentino, Dsquared², Hermès, Michael Kors, Oscar de la Renta, Ralph Lauren, Anna Sui, Diane von Fürstenberg, Vera Wang, Jean-Paul Gaultier, H&M und Stella McCartney. Außerdem machte sie Werbung für Bottega Veneta, GAP, Victoria’s Secret und United Colors of Benetton.
In der Mai-2007-Ausgabe der US Vogue wurde sie mit Doutzen Kroes, Caroline Trentini, Raquel Zimmermann, Sasha Pivovarova, Agyness Deyn, Coco Rocha, Jessica Stam, Hilary Rhoda und Lily Donaldson auf dem Cover, als neue Gruppe von Supermodels, abgebildet.
Am 21. März 2009 moderierte Iman mit dem israelischen Supermodel Bar Refaeli eine Episode der MTV-Serie „House of Style“, die 1989 zum ersten Mal auf Sendung gegangen ist.
Für das amerikanische Unterwäschelabel Victoria’s Secret lief sie von 2009 bis 2011 in der jährlich stattfindenden Modenschau. Einen Vertrag hatte sie dort von 2010 bis 2012.
Chanel Iman ist im Jahre 2015 auf der Seite models.com unter den Top Sexiest Models gelistet. Damit gehört sie zusammen mit Kate Upton und Adriana Lima zu den gefragtesten Models.